# Red acelerográfica de la Ciudad de México

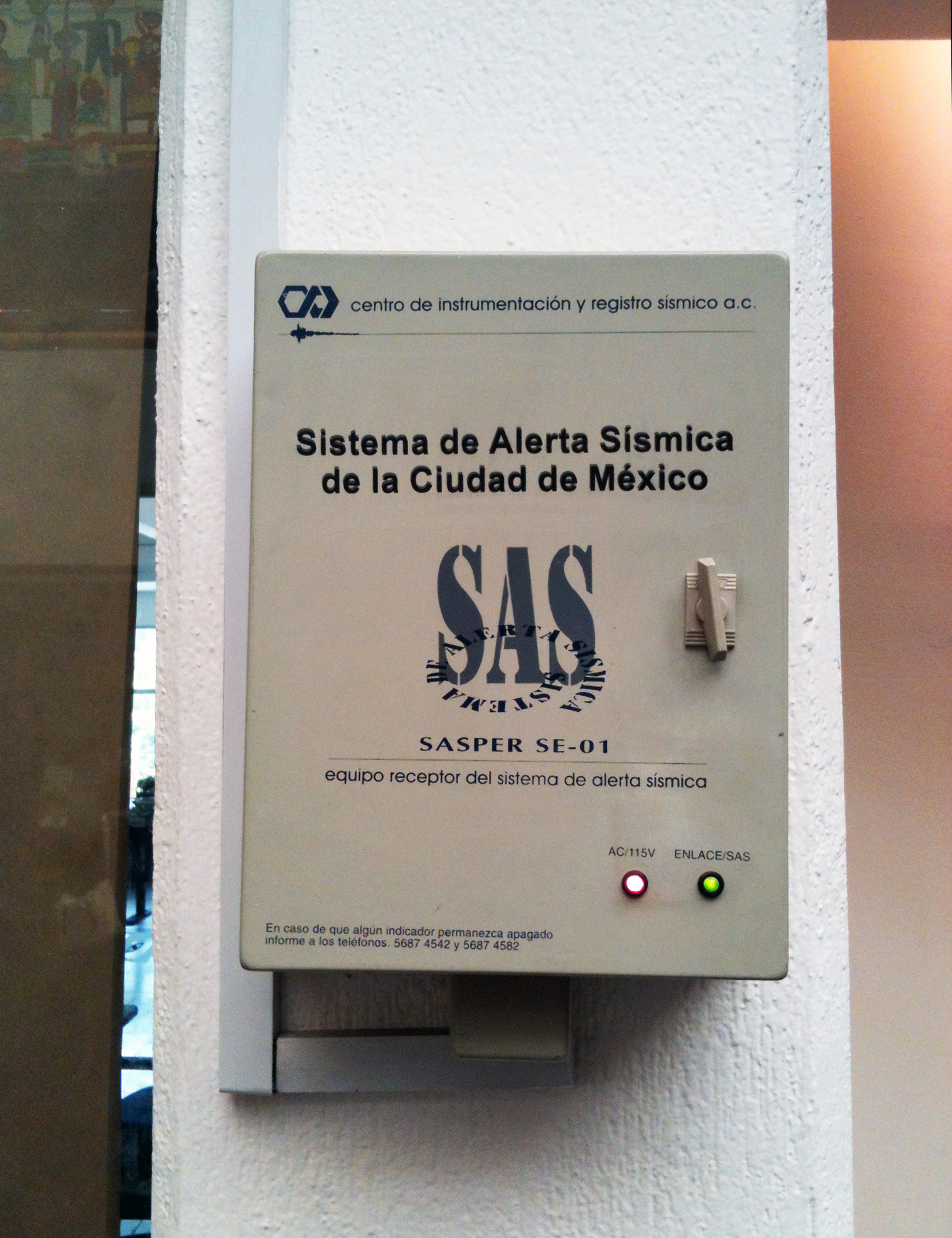
Receptor SASPER para alertas sísmicas del SASMEX en la Ciudad de México.

Es una red de acelerógrafos distribuidos por la el CIRES para detectar, analizar y mitigar los efectos de un sismo en el Valle de México.

## Historia
Después del desastre de los sismos de septiembre del 85 en la Ciudad de México, se disidió por parte de expertos de ingeniería sísmica y geofísicos poner esta red para mitigar la vulnerabilidad de la zona urbana del Valle de México ante cualquier evento sísmico. Se inició con 78 aparatos que fueron donados por el Gobierno del Distrito Federal GDF y la Fundación de Ingenieros Civiles Asociados (FICA).
En 1997 se renovó la red con el sistema RAD-851, ya que los anteriores DCA333 fueron descontinuados por el fabricante .
En el 2012 como parte de un nuevo convenio con la Secretaría de Obras y Servicios (SOS) del entonces Distrito Federal  renovó por segunda ocasión los acelerógrafos por los RAD-12/16. Así adicionalmente se implementaron mejoras técnicas como el incremento de la resolución de equipos de 12 bits a 16 bits, así como mejoras a los sistemas de monitoreo e interrogación remota.

## Funcionamiento y Distribución
Cuando ocurre el movimiento estos acelerógrafos registran la información en una tarjeta (Tipo PCMCIA) con capacidad de almacenar hasta 34 minutos de datos. 
En ellos se pueden registrar desde 56 segundos antes del movimiento y 64 segundos después de este, para poder analizar la información se utiliza una computadora donde a través se revisan y/o se ajustan los parámetros de operación, se vea el estado del sensor.
Algunas estaciones cuentan con línea telefónica y son interrogadas vía internet.

### Distribución
| Delegación o Municipio | Estación Normal | Estación con Internet | Total | Terreno*    |
| ---------------------- | --------------- | --------------------- | ----- | ----------- |
| Gustavo A.Madero       | 5               | 3                     | 8     | Lago        |
| Azcapotzalco           | 1               | 1                     | 2     | Transitorio |
| Miguel Hidalgo         | 4               | 0                     | 4     | Lomas       |
| Álvaro Obregon         | 3               | 1                     | 4     | Lomas       |
| Cuahtemoc              | 14              | 3                     | 17    | Lago        |
| Venustiano Carranza    | 3               | 0                     | 3     | Lago        |
| Benito Juárez          | 4               | 0                     | 4     | Transitorio |
| Coyoacán               | 5               | 1                     | 6     | Lomas       |
| Iztapalapa             | 3               | 0                     | 3     | Lomas       |
| Xochimilco             | 2               | 0                     | 2     | Lomas       |
| Tláhuac                | 2               | 0                     | 2     | Lago        |
| Tlanepantla**          | 1               | 0                     | 1     | Transitorio |
| Nezahuacóyotl**        | 2               | 0                     | 2     | Lago        |
| Tlalpan                | 1               | 0                     | 1     | Lomas       |
| TOTAL                  | 50              | 9                     | 59    | CIUDAD      |

- * Basado en el número mayor del terreno por parte del RACM
- ** Tlanepantla y Nezahuacóyotl son municipios del Estado de México